# Andrzej Strach
Andrzej Wiktor Strach (ur. 15 marca 1895 w Szczakowej, zm. wiosną 1940 w Charkowie) – podpułkownik dyplomowany piechoty Wojska Polskiego, kawaler Orderu Virtuti Militari, ofiara zbrodni katyńskiej.

## Życiorys
Syn Wiktora, maszynisty kolejowego, urodzony w Szczakowej w ówczesnym powiecie chrzanowskim . Do wybuchu I wojny światowej ukończył sześć klas w filii c. k. II Gimnazjum św. Jacka w Krakowie. W lutym 1912 roku został członkiem Związku Strzeleckiego. Ukończył w nim kurs podoficerski. Latem 1913 roku organizował komórki związku w Rabie Wyżnej i Spytkowie .
6 sierpnia 1914 roku wstąpił do Legionów Polskich. Służył w szeregach IV batalionu. W styczniu i lutym 1915 roku był słuchaczem kursu broni maszynowej w Bruck nad Litawą. Po ukończeniu kursu został przydzielony do Oddziału Karabinów Maszynowych I Brygady Legionów Polskich, a później 7 pułku piechoty i w reszcie do 1 kompanii karabinów maszynowych 1 pułku piechoty. 14 maja 1916 roku został komendantem plutonu. Od stycznia do czerwca 1917 roku był słuchaczem szkoły oficerskiej w Zambrowie. 17 sierpnia 1917 roku, po kryzysie przysięgowym, został wcielony do cesarskiej i królewskiej armii .
10 listopada 1918 roku został przydzielony do 5 pułku piechoty Legionów. Wziął udział w odsieczy Przemyśla i Lwowa, a następnie walkach w Małopolsce Wschodniej. 7 grudnia 1918 roku został mianowany chorążym. 10 lutego 1919 roku został przeniesiony do Batalionu Zapasowego 32 pułku piechoty na stanowisko dowódcy kompanii karabinów maszynowych. 18 marca 1919 roku został mianowany podporucznikiem. 30 kwietnia 1920 roku został przydzielony do Departamentu I Broni Głównych Ministerstwa Spraw Wojskowych .
Latem 1920 roku, w trakcie wojny z bolszewikami, został przydzielony do 201 pułku piechoty Dywizji Ochotniczej na stanowisko dowódcy kompanii szturmowej . W 1920 roku został mianowany podporucznikiem.
W latach 1923–1924 pełnił służbę w Powiatowej Komendzie Uzupełnień Warszawa Miasto I na stanowisku oficera instrukcyjnego, pozostając oficerem nadetatowym 30 pułku piechoty w Warszawie. 5 czerwca 1926 roku został przydzielony z 21 pp do Szkoły Podchorążych Piechoty w Warszawie (od września w Ostrowi Mazowieckiej). Od 1 października 1926 roku do 15 lipca 1927 roku był dowódcą 1 kompanii i dowódcą 57. klasy „Odrodzenia”. 12 kwietnia 1927 roku został mianowany majorem ze starszeństwem z dniem 1 stycznia 1927 roku i 69. lokatą w korpusie oficerów piechoty. 23 maja 1927 roku ogłoszono jego przeniesienie do 21 pułku piechoty na stanowisko dowódcy I batalionu. 26 kwietnia 1928 roku został przeniesiony do 30 pułku Strzelców Kaniowskich na stanowisko dowódcy I batalionu.
Od 15 października do 15 grudnia 1929 roku był słuchaczem Kursu Próbnego przy Wyższej Szkole Wojennej. 23 grudnia został powołany do Wyższej Szkoły Wojennej w Warszawie, w charakterze słuchacza Kursu 1929/30. 1 września 1931 roku, po ukończeniu kursu i otrzymaniu dyplomu naukowego oficera dyplomowanego, został przeniesiony do Państwowego Urzędu Wychowania Fizycznego i Przysposobienia Wojskowego. 9 grudnia 1932 roku ogłoszono jego przeniesienie z PUWFiPW do Dowództwa 12 Dywizji Piechoty w Tarnopolu na stanowisko szefa sztabu. 7 czerwca 1934 roku został przeniesiony do 84 pułku Strzelców Poleskich w Pińsku na stanowisko dowódcy batalionu. 27 czerwca 1935 roku został mianowany podpułkownikiem ze starszeństwem z dniem 1 stycznia 1935 roku i 17. lokatą w korpusie oficerów piechoty. 4 lipca 1935 roku został wyznaczony na stanowisko zastępcy dowódcy 84 pp. Na tym stanowisku pozostał do 1939 roku.
W kampanii wrześniowej 1939 roku był kolejno: szefem Oddziału I Sztabu Armii „Prusy” , następnie w Kraśniku dowódcą punktu zbornego dla żołnierzy z rozbitych oddziałów Armii „Prusy”, wreszcie 14 września w Piaskach Luterskich zorganizował 3 rezerwowy pułk piechoty 29 Brygady Piechoty i objął nad nim dowództwo. 18 września walczył o Krasnystaw z oddziałami niemieckiej 4 Dywizji Piechoty. 25 września dowodzony przez niego pułk stoczył półtoragodzinną walkę o wzgórze 304 koło wsi Zapiaski, na południe od Krasnobrodu. Trzy dni później w Woli Olszańskiej wzięty do niewoli przez Sowietów, osadzony w Starobielsku . Wiosną 1940 roku został zamordowany przez funkcjonariuszy NKWD w Charkowie i pogrzebany w bezimiennej mogile zbiorowej w Piatichatkach, gdzie od 17 czerwca 2000 roku mieści się oficjalnie Cmentarz Ofiar Totalitaryzmu w Charkowie. Figuruje na Liście Starobielskiej NKWD pod poz. 3239.

## Upamiętnienie
5 października 2007 roku minister obrony narodowej Aleksander Szczygło – decyzją nr 439/MON – mianował go pośmiertnie na stopień pułkownika. Awans został ogłoszony 9 listopada 2007 roku w Warszawie, w trakcie uroczystości „Katyń Pamiętamy – Uczcijmy Pamięć Bohaterów”.

## Ordery i odznaczenia
- Krzyż Srebrny Orderu Virtuti Militari nr 4532 (18 lutego 1922)[27][28]
- Krzyż Niepodległości (9 listopada 1931)[29]
- Krzyż Walecznych (czterokrotnie)
- Złoty Krzyż Zasługi (18 marca 1932)[30]